# Миноносцы типа «Або»
Миноносцы серии «Або» — первая серия миноносцев ВМФ Российской империи, которые были построены на немецкой верфи «Шихау». Всего было выпущено 9 кораблей. Название серии было дано по первому миноносцу серии 108 «Або».

## История проектирования
Ранее миноносцы Российского императорского флота строились в Англии и Франции, однако морское министерство Российской империи вскоре стало чаще обращаться к немецким фирмам. Флоту требовались корабли, подобные судам ВМС Кайзеровской Германии. Свои услуги предложила немецкая судостроительная верфь «Шихау», готовая построить корабли со скоростью не менее 19 узлов (при полном вооружении) и запасом топлива на 1200 морских миль при 10-узловом ходе.
28 августа 1885 года уполномоченный фирмы «Шихау» заключил с представителем морского министерства контракт, согласно которому в Германии обязаны были построить три миноносца для Балтийского флота. 16 ноября 1885 года был заключён второй контракт, по которому немцы строили ещё шесть миноносцев для Черноморского флота. Все корабли должны были быть полностью одинаковы как по размерам, так и по внутреннему устройству.

## Характеристики

### Размеры
- Длина по ватерлинии — 39 м
- Ширина — 4,8 м
- Осадка — 2,05 м
- Водоизмещение — 87,5 т

### Толщина листов корпуса
- Под машиной и котлом — 4,5 мм
- На палубе (над минными аппаратами) — 5 мм
- В районе машинного отделения — 4 мм
- В носовой части — 4 мм
- В кормовой части — 3 мм

### Отсеки
- 8 отсеков итого
- Две боевые рубки (носовая и кормовая)
- Минное отделение
- Машинное отделение
- Офицерское отделение

### Навигационное снаряжение
- Штурвал (в носовой рубке)
- Машинный телеграф (в носовой рубке)
- Компас (в носовой рубке)
- Барометр (в кормовой рубке)
- Карты (в кормовой рубке)
- Люки с комингсами высотой 400 мм

### Вооружение
- Два торпедных аппарата калибра 381 мм
- Четыре (две запасные) сталебронзовые мины Уайтхеда
- Две 37-мм пятиствольные пушки Гочкисса (по бортам)

### Двигатели
- Двигатель — вертикальная паровая машина тройного расширения
- Давление котлов — 12 атмосфер
- Максимальный КПД — 12 %
- Мощность двигателя — 900 л.с.
- Максимальная скорость — 22,6 узла
- Площадь парусов — 58 м²

## Спуск на воду
Первый миноносец (черноморский) сошёл на воду 12 февраля 1886 под заводским номером 313. 21, 27 и 28 февраля, а также 1 и 14 марта были спущены оставшиеся корабли. Корабли получили номера с 11 по 16 (первый сошедший под номером 12), а миноносцы Балтийского флота получили номера 8, 9 и 10. Испытания черноморских миноносцев начались в конце марта (№ 11, 12 и 14), а с середины апреля до начала мая миноносцы № 13, 15 и 16 проходили ходовые испытания.
Первые три корабля были отбуксированы по внутренним водам к Николаеву, три последних прошли в Чёрное море собственным ходом вокруг Европы. В середине июля в Севастополь прибыли все корабли. В июне 1886 года успешно прошли испытания балтийских миноносцев, они показали отличную скорость (22,6 узла).

## Нумерация
С июля 1886 года все номерные миноносцы получили названия:
- № 8 — «Або»
- № 9 — «Виндава»
- № 10 — «Либава»
- № 11 — «Ялта»
- № 12 — «Новороссийск»
- № 13 — «Чардак»
- № 14 — «Кодор»
- № 15 — «Килия»
- № 16 — «Рени»

С 1895 года миноносцы получили новые номера:
- 108 («Або»)
- 109 («Виндава»)
- 110 («Либава»)
- 261 («Кодор»)
- 262 («Килия»)
- 263 («Новороссийск»)
- 264 («Рени»)
- 265 («Чардак»)
- 266 («Ялта»).

## Эксплуатация и исключение из списков флота
Корабли были приняты на вооружение в 1891 году после испытаний торпедных аппаратов. В 1910 году из списков флота были исключены балтийские, а через год и черноморские миноносцы этой серии (кроме 26З, исключенного в 1913 году). Миноносец 261 во время первой мировой войны служил дезинфекционной баржей под названием «Санитар».
Дольше всех из миноносцев этого типа прослужил эсминец 108 «Або», по имени которого и была названа серия кораблей. 16 мая 1918 года он был расконсервирован и под именем «Илим» в качестве посыльного судна передан в распоряжение минной дивизии Балтийского флота, а 15 октября 1918 года ушёл на Волгу и 1 ноября вошел в состав Волжской военной флотилии в качестве вооруженного парохода.
В течение 1919 года корабль был переклассифицирован в канонерскую лодку, но затонул в результате столкновения. В 1920 году его восстановили и перевели в разряд посыльных судов, а затем в разряд тральщиков. С 24 октября 1922 по 14 февраля 1923 года в качестве сторожевого судна входил в состав морпогранохраны, после чего сдан в порт на хранение и 26 марта 1925 года сдан для разборки на металл.